# Punica protopunica
Pour les articles homonymes, voir Grenadier.
Espèce
Classification phylogénétique
Statut de conservation UICN

 VU B1ab(iii) : Vulnérable

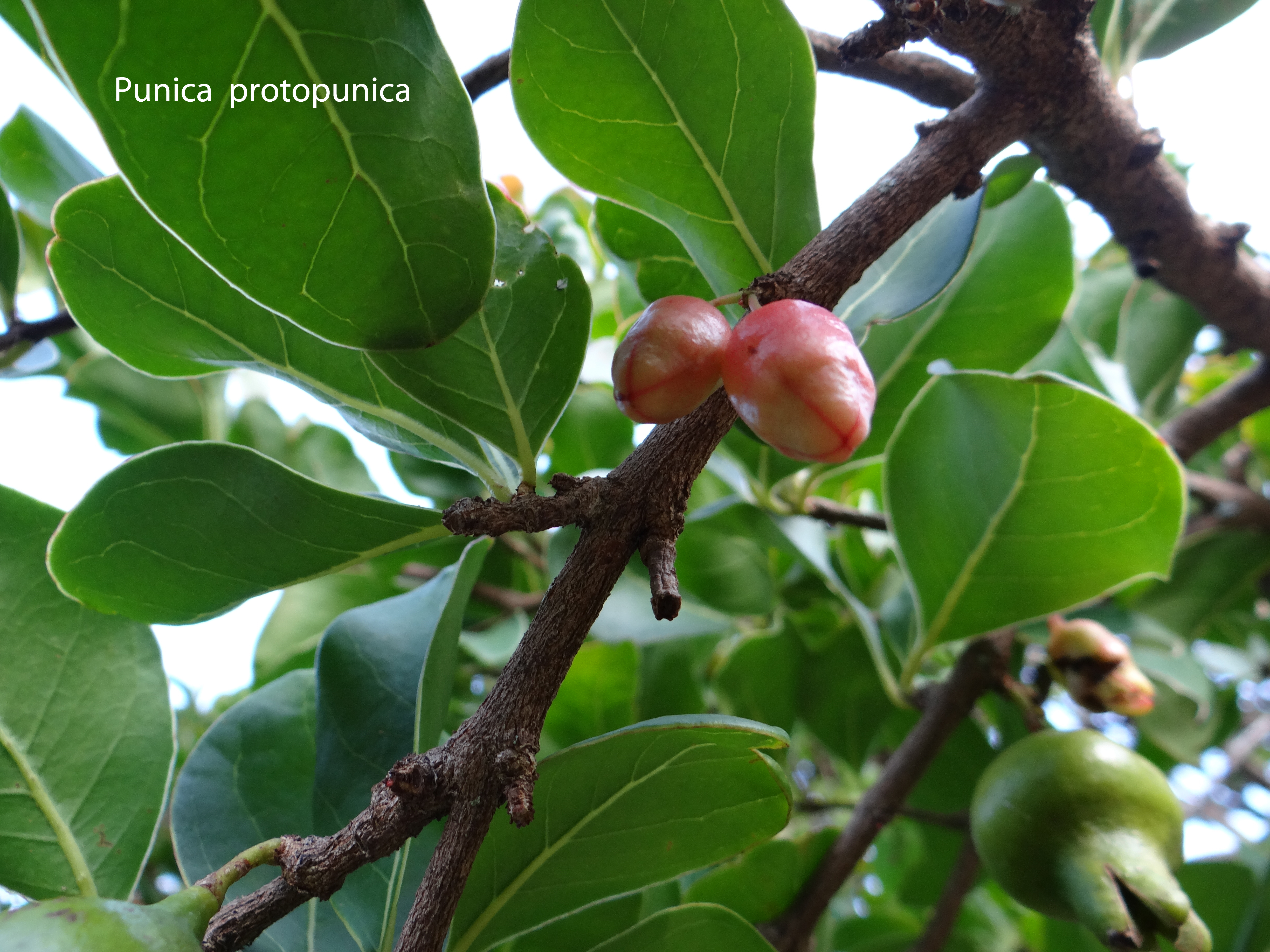
Grenadier de Socotra fleur, feuilles et fruit en formation.

Punica protopunica, le grenadier de Socotra, est une espèce de plantes à fleurs du genre Punica et de la famille des Lythraceae, endémique de l'île de Socotra, près de la corne africaine de Somalie.
Arbuste moins connu que Punica granatum (le grenadier commun), il appartient à la famille des Punicaceae, ou des Lythraceae selon la classification phylogénétique.

## Histoire
L'espèce est décrite pour la première fois en 1882 par Isaac Bayley Balfour. Certains auteurs le considèrent comme l'ancêtre de Punica granatum.
Au moment de sa découverte, l'espèce est considérée comme commune. En 1978, elle est classée dans la liste rouge des espèces menacées de l'IUCN puis reclassée comme seulement vulnérable en 1998 lorsque des recherches ont montré qu'elle est localement commune dans sa zone de distribution. Son aire totale de répartition occupe une zone d'une centaine de kilomètres carrés sur des terrains humides calcaires ou granitiques à une altitude de 300-1 200 m parmi les bosquets de crotons. Les implantations sont très fragmentées et présentent différentes sous-populations par exemple sur les plateaux les plus hauts, elle a un port prostré alors qu'il est érigé aux altitudes plus basses. Dans certaines zones, elle est très commune et la population se régénère normalement alors qu'ailleurs, l'arbre peut pour des raisons inconnues avoir disparu ou ne présenter que quelques individus reliquaires.

## Description
C'est un arbuste de 2 à 4,5 m de haut. Les feuilles sont persistantes, elliptiques ou oblongues parfois circulaires.
Les fleurs ont des bractées à bout pointu et des pétales courts en forme de cœur. Les fruits sont jaunes ou jaune verdâtre à maturité.
Comparé à Punica granatum, les feuilles sont plus coriaces, les fleurs sont roses au lieu de rouges, le fruit plus petit et moins sucré. L'ovaire présente aussi quelques différences anatomiques.

## Utilité
Le feuillage n'est pas brouté par les animaux, le bois ne présente aucun intérêt économique ni comme source énergétique ni comme matériau technologique. Le fruit est très acide et âpre et n'est consommé ni par les humains ni par le bétail.